# Delfín pruhovaný
Delfín pruhovaný (Stenella coeruleoalba) je hojně rozšířený druh delfína dosahující délky až 2,5 m a hmotnosti okolo 100 kg. Delfín pruhovaný je zatím hojně rozšířený a vyhynutí mu bezprostředně nehrozí.

## Synonyma
- Delphinus coeruleo-albus
- Stenella asthenops
- Stenella euphrosyne
- Stenella styx

## Popis
Na hřbetě je modrošedý, na břiše bílý.Po stranách se táhne černý pruh, který se před očima rozvětvuje směrem k břišní ploutvi. Zobák má plochý a krátký.

## Areál rozšíření
Kolem Sev. Afriky v Atlantiku od nového Skotska po Malé Antily. V Pacifiku od Beringovy úžiny po Dolní Kalifornii - obývá teplé moře v mírném pásmu a oceány v tropickém. S teplými proudy se dostává i severněji.

## Způsob života
Často se sdružuje do stád po stovkách kusů, občas jsou k vidění i stáda až po 3 000. Rádi skotačí kolem lodí, kde vyskakují vysoko nad hladinu. Delfín pruhovaný má občas sklony k panice, proto často celá stáda uvíznou na mělčinách.

## Potrava
Potravu – ryby, kalmáry a korýše – loví ve skupinách.

## Rozmnožování
Doba březosti se pohybuje kolem 12 měsíců, poté se narodí jediné mládě, měřící 1 m. Samice ho kojí asi 8 měsíců.